# Saint-Pardoux-le-Neuf (Corrèze)
Saint-Pardoux-le-Neuf ist eine französische Gemeinde mit 81 Einwohnern (Stand 1. Januar 2022) im Département Corrèze in der Region Nouvelle-Aquitaine.

## Geografie
Die Gemeinde liegt im Zentralmassiv auf dem Plateau de Millevaches und somit auch im Regionalen Naturpark Millevaches en Limousin.
Tulle, die Präfektur des Départements, liegt ungefähr 70 Kilometer südwestlich, Égletons etwa 35 Kilometer südwestlich und Ussel rund 9 Kilometer südlich.
Nachbargemeinden von Saint-Pardoux-le-Neuf sind Saint-Rémy im Norden, Courteix im Nordosten, Aix im Osten, Ussel im Süden sowie Lignareix im Westen.
Die Sarsonne, ein Nebenfluss der Diège, durchzieht das Gemeindegebiet.

### Verkehr
Der Ort liegt ungefähr zehn Kilometer nordwestlich der Abfahrt 24 der Autoroute A89.

## Wappen
Beschreibung: Das Wappen ist geviert, im blauen Feld 1 und 4 eine goldene aufrechte Hand und im oberen roten Feldrand zwei liegende silberner Mondsicheln, die anderen Felder sind rot  mit drei blauen Lilien im oberen goldenem Feldrand.

## Einwohnerentwicklung
| Jahr      | 1962 | 1968 | 1975 | 1982 | 1990 | 1999 | 2007 | 2016 |
| Einwohner | 109  | 113  | 90   | 78   | 88   | 88   | 66   | 78   |

## Sehenswürdigkeiten
- Die Kirche Saint-Pardoux-de-Guéret, ein Sakralbau aus dem 15. Jahrhundert.[2]